# 巴塞罗那椅
巴塞隆納椅著名的现代主义设计经典椅子，是密斯·凡德罗和莉莉·賴希原本為1929年世界博覽會的巴塞羅那德國館入口設計的椅子，首先被使用在同爲密斯·凡德罗設計的位於布爾諾的世界遺產，圖根哈特別墅里。

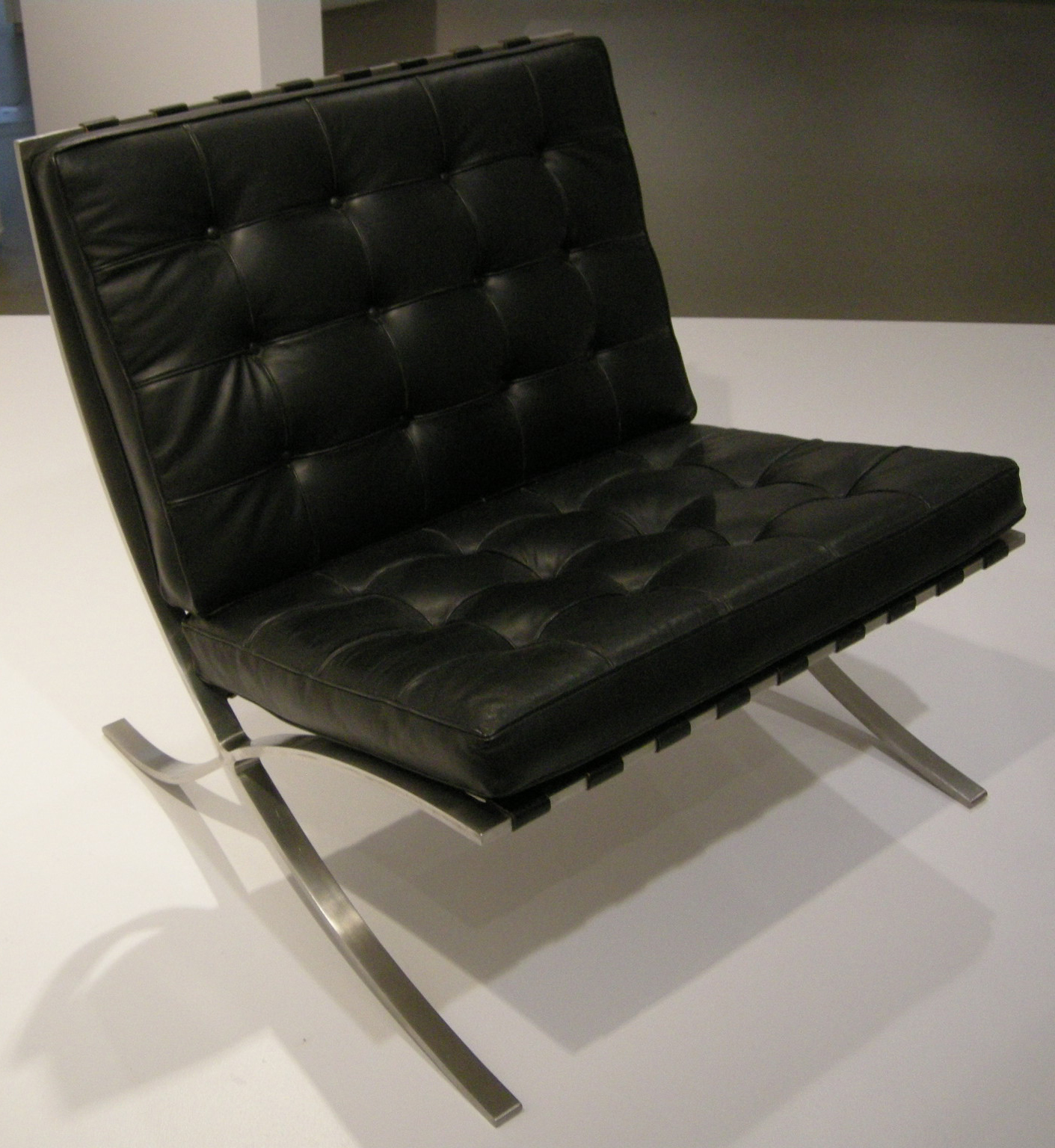
巴塞隆納椅

## 材料
初設計時框架是栓接的，但是在1950年再設計時使用了無縫的不鏽鋼，可以得到更平滑的外觀，同時牛革也代替了原來的象牙白色豬革。

## 流行文化
- 在《SPY×FAMILY間諜家家酒》單行本第五卷封面，為尤利·布萊爾的座椅。